# قائمة أنواع البان
توجد أكثر من عشرين نوعًا ضمن جنس البان منها:
- بان أجنبي (الاسم العلمي: Moringa peregrina)
- بان بورزياني (الاسم العلمي: Moringa borziana)
- بان بيضاوي الورق (الاسم العلمي: Moringa ovalifolia)
- بان حرجي (الاسم العلمي: Moringa sylvestris)
- بان دروهاردي (الاسم العلمي: Moringa drouhardii)
- بان روسبولي (الاسم العلمي: Moringa ruspoliana)
- بان ريفاي (الاسم العلمي: Moringa rivae)
- بان زيتوني (الاسم العلمي: Moringa oleifera)
- بان شجري (الاسم العلمي: Moringa arborea)
- بان صغير الأوراق (الاسم العلمي: Moringa parvifolia)
- بان صلب (الاسم العلمي: Moringa robusta)
- بان ضيق التويجية (الاسم العلمي: Moringa stenopetala)
- بان طويل الزهر (الاسم العلمي: Moringa longituba)
- بان عربي (الاسم العلمي: Moringa arabica)
- بان عطري (الاسم العلمي: Moringa myrepsica)
- بان قائم (الاسم العلمي: Moringa erecta)
- بان قزمي (الاسم العلمي: Moringa pygmaea)
- بان لاجناحي (الاسم العلمي: Moringa aptera)
- بان مأكول (الاسم العلمي: Moringa edulis)
- بان متعدد الأوجه (الاسم العلمي: Moringa polygona)
- بان مثمن (الاسم العلمي: Moringa octogona)
- بان مر (الاسم العلمي: Moringa amara)
- بان معوج الثمرة (الاسم العلمي: Moringa streptocarpa)
- بان منزلي (الاسم العلمي: Moringa domestica)
- بان هلدبرندي (الاسم العلمي: Moringa hildebrandtii)